# Niqab

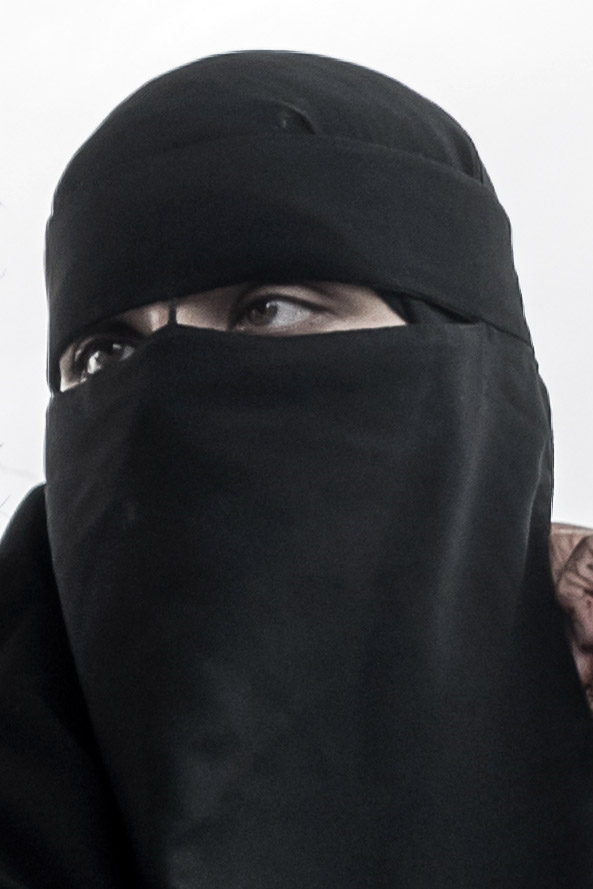
Niqab mit Nasensteg, an einem Stirnband befestigt, über einem Hidschab getragen

Der Niqab oder Nikab (arabisch نقاب, DMG niqāb, Plural نقب, DMG nuqub) ist ein vor allem von muslimischen Frauen getragener Gesichtsschleier. Dieser wird oft in Verbindung mit einer Abaya getragen.

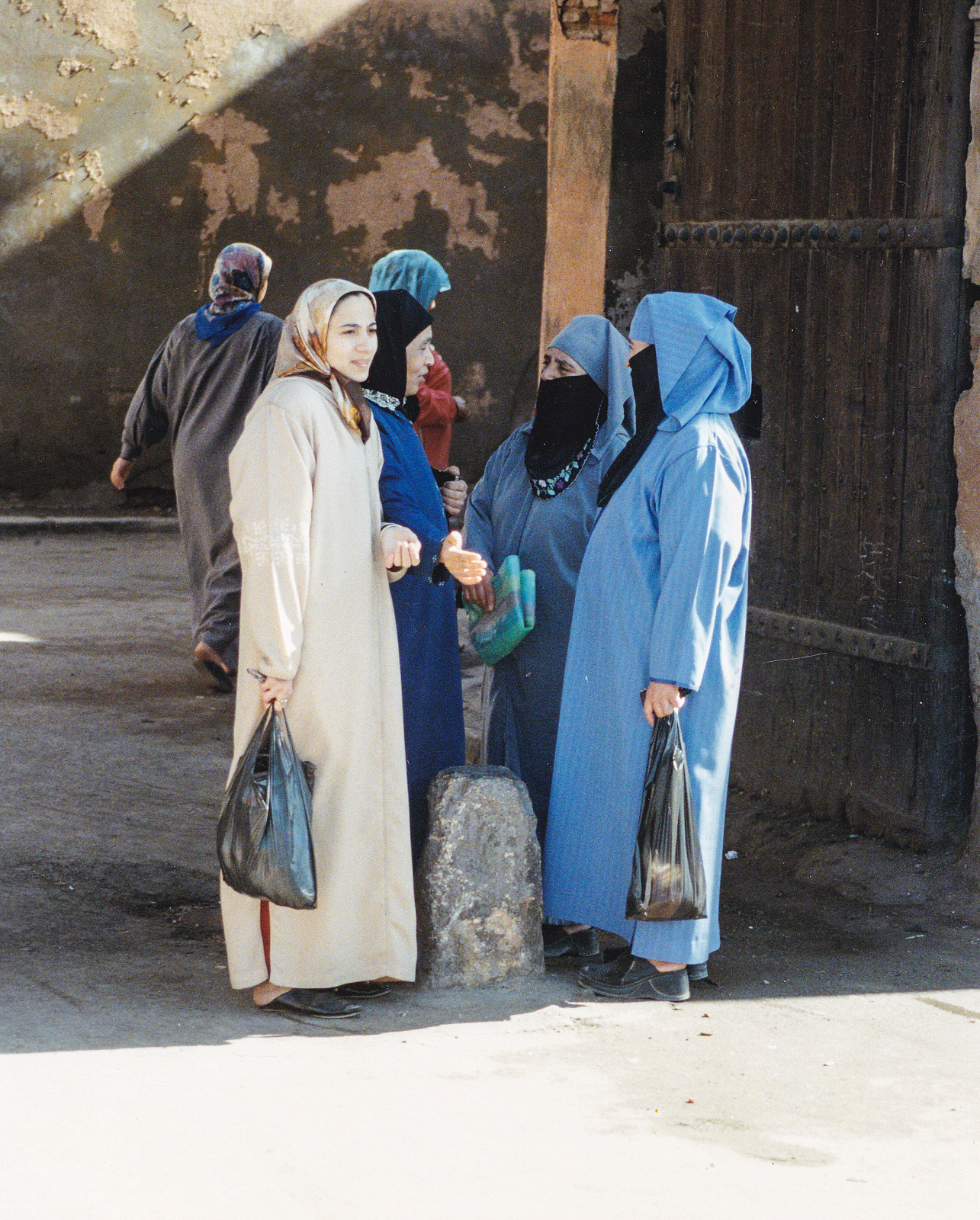
Schwarze Niqabs, unterhalb der Nase getragen (Marokko, 2014)

## Verbreitung
Der Niqab ist traditionell vor allem auf der Arabischen Halbinsel verbreitet. In Saudi-Arabien und im Jemen beispielsweise trägt die große Mehrheit der Frauen einen Gesichtsschleier. Aber auch in Ägypten, Syrien, Jordanien, dem Irak sowie in nordafrikanischen Ländern wird der Niqab getragen.
In der westlichen Welt, insbesondere in Ländern mit einer (fortschreitenden) Trennung von Kirche und Staat ist er sehr selten. Er wird als frauenfeindlich abgelehnt. Siehe auch: Kopftuchstreit

## Geschichte
Der Niqab entstammt ursprünglich der Beduinenkultur auf der Arabischen Halbinsel. Dort wurden schon in vorislamischer Zeit von Frauen und Männern Tücher verwendet, um Körper und Gesicht gegen Sonne, Sand und Insekten zu schützen. Ibn al-Waschschāʾ (um 869–937), Autor eines Buches über gutes Benehmen unter gebildeten Leuten, beschreibt den Gebrauch nischapurischer Baumwolle als Gesichtsschleier. Für das Osmanische Reich ist durch Miniaturen die Verwendung eines durchsichtigen Tuches belegt, das über einer Kappe oder Mütze getragen wurde und das Gesicht teilweise bedeckte.
Der schwarze Niqab mit Khimar in der jetzigen Form ist keine traditionelle islamische Frauenbekleidung. Er kam erst gegen Ende des 19. Jahrhunderts zur Regierungszeit des Sultans Abdülhamid II. (1876–1908) in der Hauptstadt Konstantinopel als „Çarşaf“ auf, um westliche Einflüsse abzuwehren, und setzte sich von dort vor allem in entlegenen Landesteilen des damaligen Osmanischen Reiches wie dem Jemen durch. Dort wie auch in Saudi-Arabien ist er noch verbreitet, während in der Hauptstadt durch die Revolution 1908 (bei der der Sultan gestürzt wurde) muslimische Frauen begannen, den Niqab/Çarşaf wieder abzulegen und sich teilweise sogar europäisch zu kleiden. Die traditionelle islamische Frauenbekleidung im Osmanischen Reich war vor 1876 bei weitem nicht so streng wie danach.

## Trageweise
Es gibt zahlreiche verschiedene Trageweisen und Formen, die auch regional recht unterschiedlich sein können. Sehr häufig sind Varianten, bei denen mehrere luftdurchlässige, locker fallende Tücher an einem Stirnband so befestigt sind, dass eine Aussparung für die Augen offen bleibt. Dieses Stirnband wird hinter dem Kopf verknotet oder anderweitig so verbunden (Knöpfe, Druckknöpfe, Klettband), dass es sicher hält.
Bei einigen Varianten ist am Stirnband ein weiteres, nicht ganz blickdichtes Tuch befestigt, mit dem bei Bedarf die Augen bedeckt werden (auch als Staubschutz oder bei extremer Helligkeit) und das bei Nichtbenutzung wie ein Kopftuch locker über Kopf und Nacken hängt.
Ebenso kann auch das Kopftuch oder ein Schal so vor das Gesicht drapiert werden, dass das Gesicht unterhalb der Augen bedeckt wird. Auch Männer nutzen gelegentlich diese Variante, um sich so vor Sand und Sonne zu schützen.

### Niqab zum Umbinden

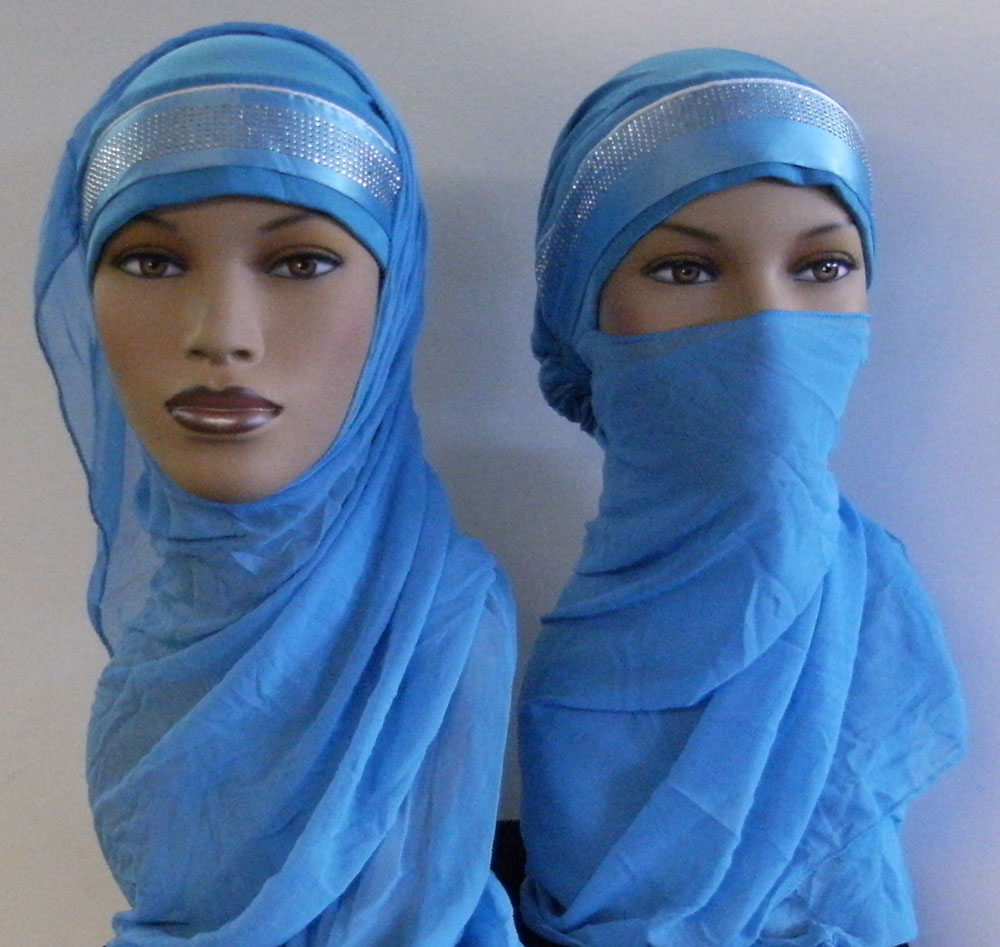
Hidschab mit Drapierung zum Niqab rechts

Der Niqab ist ein dünnes Tuch aus Seide, Baumwolle oder Kunstfaser, das zumindest das Gesicht unterhalb der Augenpartie oder Nase bedeckt. Beim Essen und Trinken muss die Frau den Niqab ein wenig anheben und die Speisen unter dem Schleier zum Mund führen. Üblicherweise speisen Niqab-Trägerinnen jedoch in separaten Familien-Räumen, wo sie in Abwesenheit fremder Männer ihren Niqab zurückschlagen oder ganz ablegen.

#### Einfacher Niqab

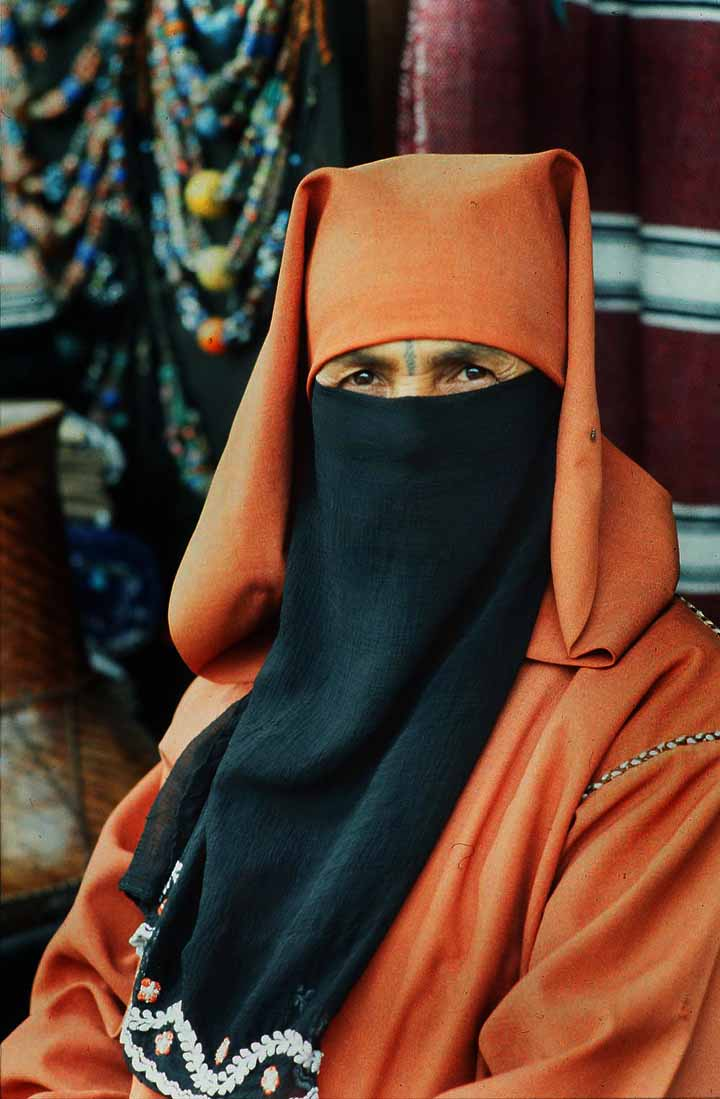
Einfacher schwarzer Niqab, Marokko, ca. 2005

Der einfache Niqab ist ein einfaches, an der Oberkante durch ein Band verlängertes Tuch und wird hinter dem Kopf verknotet oder mit Nadeln am Kleidungsstück Hidschab fixiert und verdeckt das Gesicht unterhalb der Augen, oft auch zusätzlich den Halsbereich.

#### Niqab mit Stirnband

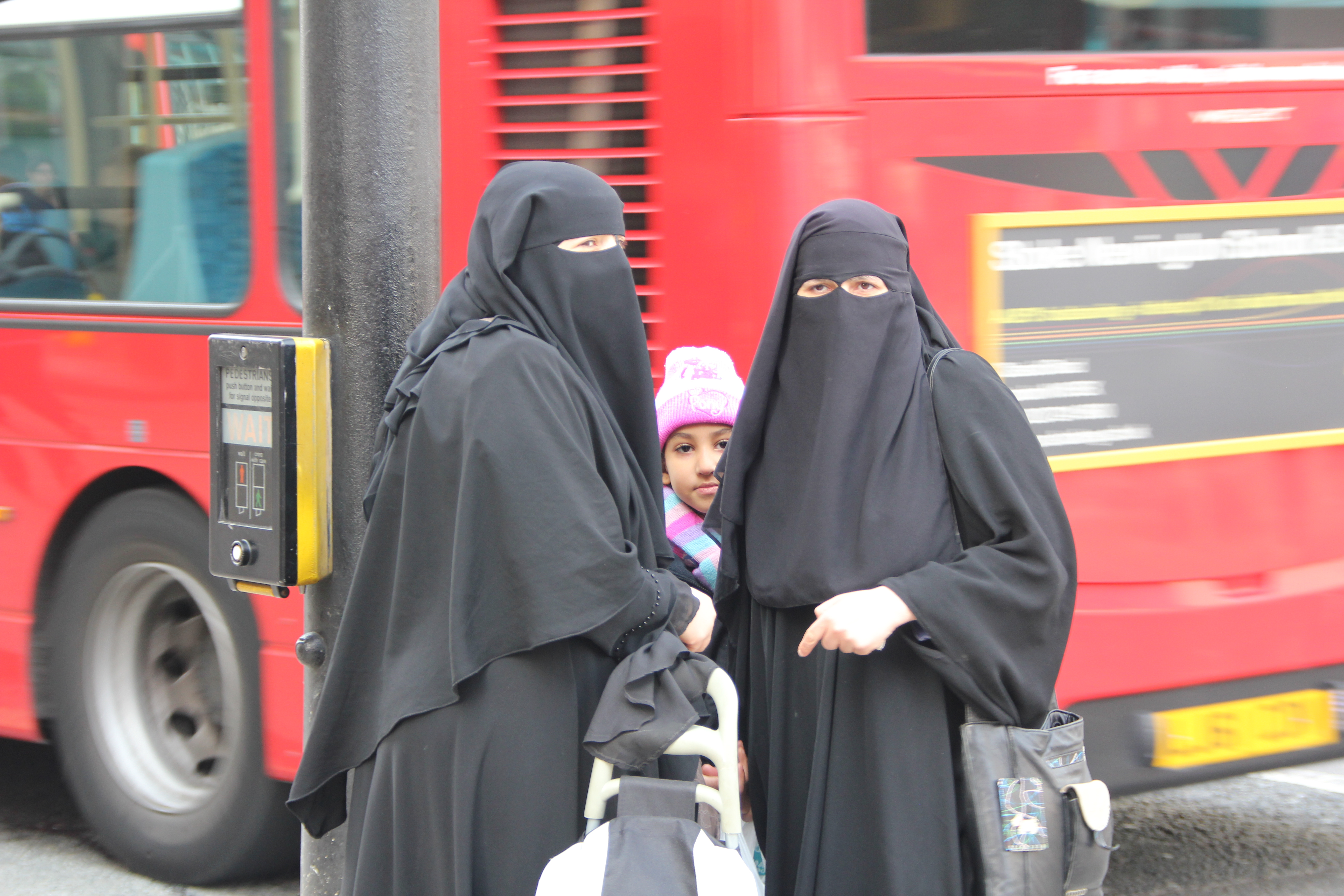
Niqabs mit Stirnband, deren zusätzliche Buschias nach hinten geklappt sind

Dieser Niqab ist an den Seiten eines Stirnbands befestigt und lässt so einen langen Schlitz für beide Augen frei. Dieser Augenschlitz kann durch einen Stoffsteg geteilt sein und auch zusätzlich ein grobes oder feines Netz über der Augenpartie haben. Andere Varianten weisen anstelle eines langen Schlitzes nur zwei mit grobem Netzstoff geschlossene Öffnungen auf, welche an das Sichtfenster einer Burka erinnern.

##### Mehrlagiger Niqab

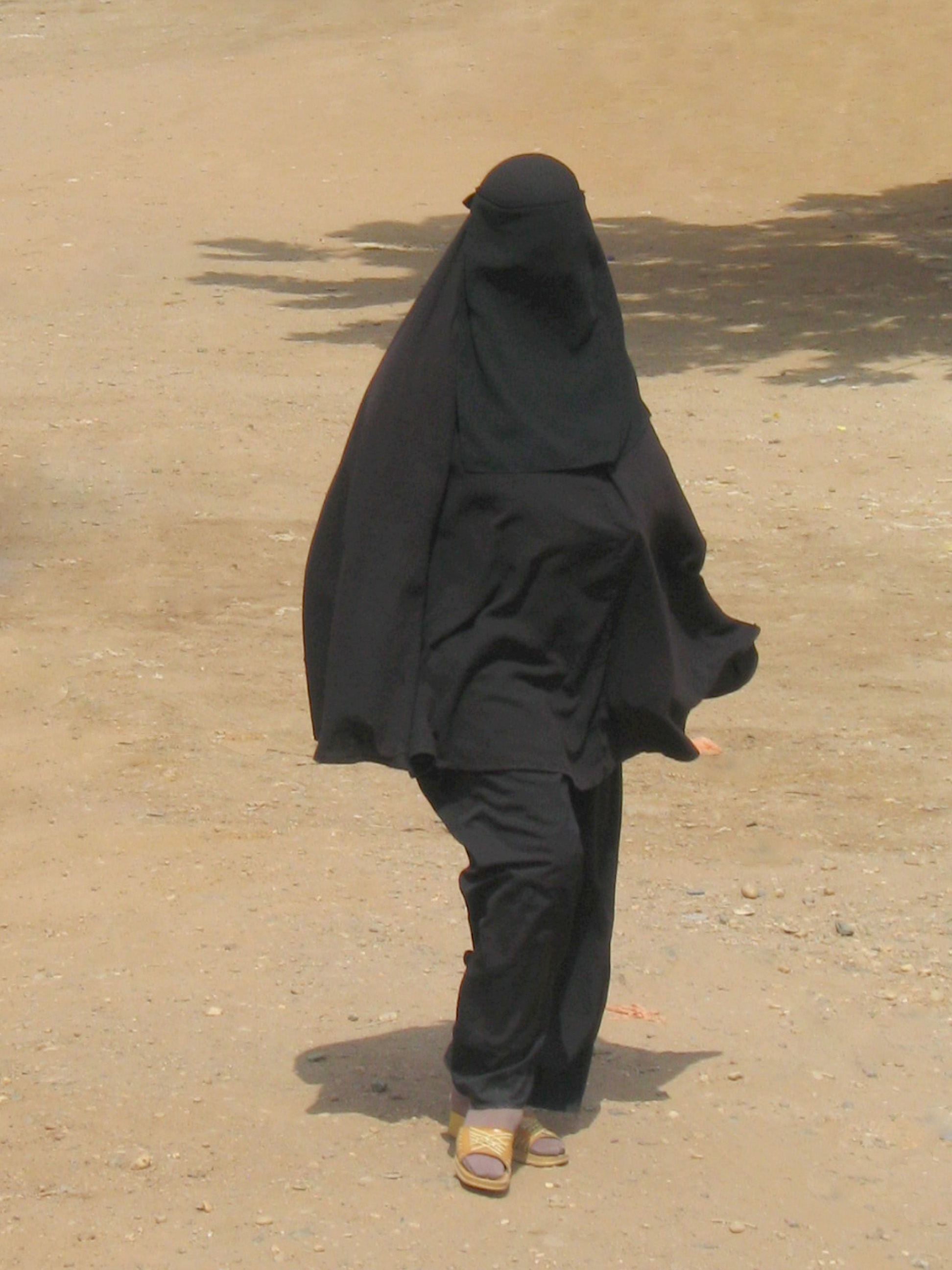
Buschia, oft an einem Niqab darunter an einem Stirnband befestigt

Oft eine Erweiterung des Stirnbands oder auch eine Drapierung des Hidschāb. Einzelne, auch als Buschia bezeichnete leicht durchsichtige Stofflagen sind am oberen Rand des Stirnbands befestigt und können so die noch sichtbare Augenpartie durch Stapelung mehrerer Lagen variabel verdecken. Bei Nichtgebrauch dienen diese Lagen auch als Hidschāb.

### Burka

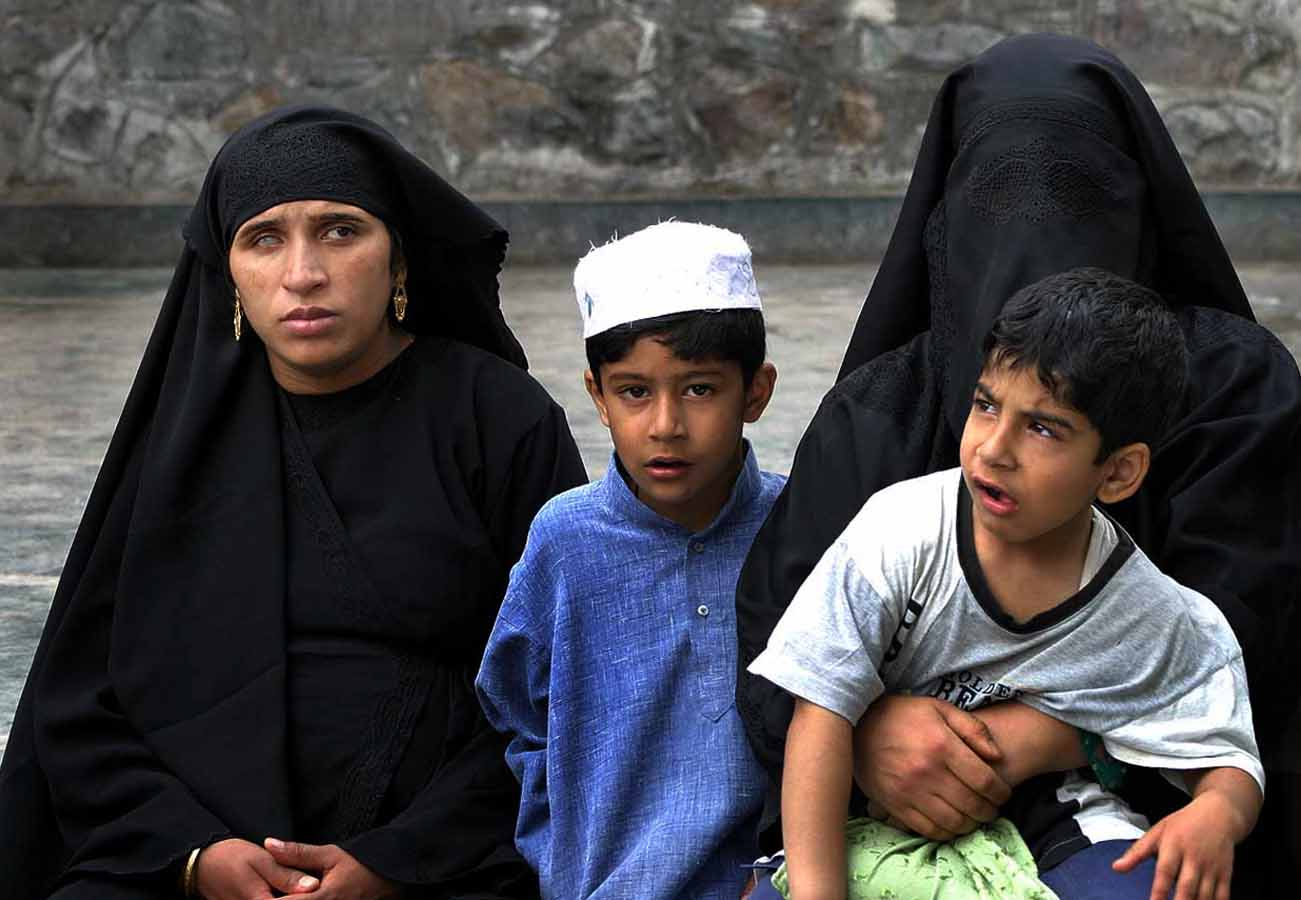
Niqab mit eingenähtem Netz. Wird oft mit einer Burka verwechselt. Kaschmir, 2007

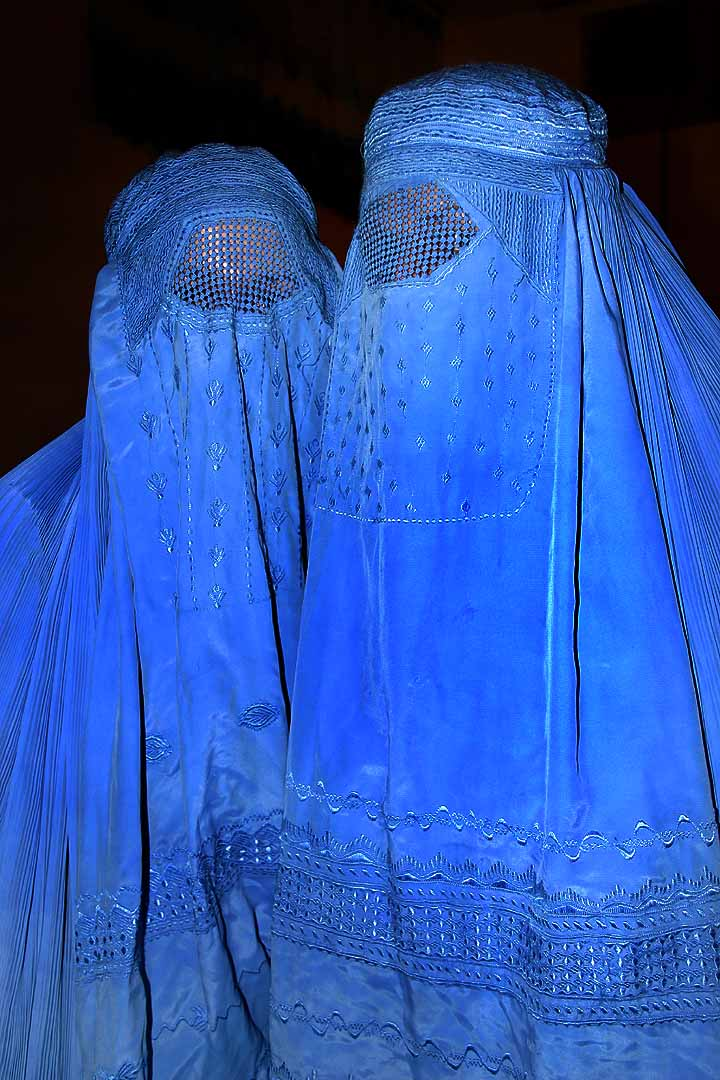
Burkas, durch deren Netz die Augenpartie schemenhaft zu erkennen ist

Burkas haben meist ein grobes Netz, das durch einen eher großzügigen Bereich um die Augen blicken lässt. Der Rand ist meist mit Stickereien verziert.
Hamed Abdel-Samad schätzte 2016, dass es in Deutschland etwa 200–300 Frauen mit Vollverschleierung gibt.

## Begründung
Fundamentalistische Muslime verweisen zur Begründung ihrer Kleidervorschriften auf Stellen im Koran und dessen Erklärung aus den „frühen Quellen des Islam“ wie die von Ibn Kathir und at-Tabarī. Dort sehen sie Belege für die Forderungen, den Niqab aus religiösen Gründen zu tragen:

„Prophet! Sag deinen Gattinnen und Töchtern und den Frauen der Gläubigen, sie sollen (wenn sie austreten) sich etwas von ihrem Gewand (über den Kopf) herunterziehen. So ist es am ehesten gewährleistet, dass sie (als ehrbare Frauen) erkannt und daraufhin nicht belästigt werden. Gott aber ist barmherzig und bereit zu vergeben.“

Nach Ansicht des Generalsekretärs des Fatwa-Rates, Scheikh Khaled Omran, gibt es keine religiöse Rechtfertigung, sich gegenüber anderen Menschen ständig zu verhüllen.
Die Regel galt nach seiner Aussage ursprünglich nur für die Frauen des Propheten Mohammed.
Ob Frauen einen Niqab tragen, hängt unter anderem von der jeweiligen Auslegung des islamischen Begriffs der ʿAura (deutsch: Scham oder Schamgefühl) ab. Dabei definiert das Schamgefühl, ob oder welche Körperteile bedeckt werden sollen. Ein unter islamischen Rechtsgelehrten weitgehend anerkannter Idschmāʿ besagt, dass das Tragen eines Niqabs nicht verpflichtend, aber lohnend sei. Es wird jedoch weder im Koran noch in der Sunna vorgeschrieben. Diese definieren die Kleidung einer Frau nur als nicht körperbetont oder enthüllend. Es ist also kein religiöses Gewand, sondern ein traditionelles. Nur die Frauen des Propheten Mohammed mussten ihr Gesicht verschleiern.

## Niqab-Verbote

Verbote 2025:
Landesweites Verbot
Verbot in Städten oder Regionen
Verkaufs- und Herstellungsverbot
Teilweises Verbot (z. B. in Regierungsgebäuden, Schulen, Flughäfen, Arbeitsplätzen etc.)

### Haddsch
Nach der Sunna dürfen Frauen während der Pilgerfahrt Haddsch weder ihr Gesicht noch ihre Hände bedecken. Dieses Verbot geht auf ein Hadith von Bukhari zurück.

### Asien

#### Sri Lanka
Sri Lanka hat nach dem Terroranschlag am Ostersonntag 2019 ein Verbot gegen jede Art von Gesichtsschleier eingeführt. Das Verbot umfasst Gesichtsbedeckung, die Identifizierung verhindert.

### Europa

Verbote 2025:
Landesweites Verbot
Verbot in Städten oder Regionen
Teilweises Verbot (z. B. in Regierungsgebäuden, Schulen, Flughäfen, Arbeitsplätzen etc.)

#### Dänemark
In Dänemark wurde beschlossen, ab August 2018 das Tragen von Burka und Nikab zu verbieten.

#### Europarat: Europäischer Gerichtshof für Menschenrechte
Am 26. November 2015 entschied der Europäische Gerichtshof für Menschenrechte (EGMR), dass das Tragen eines Niqabs oder Kopftuches nicht zu den Menschenrechten gehöre. Wer für den französischen Staat arbeite, dürfe sich nicht verschleiern. Am 11. Juli 2017 erklärte auf eine Klage zweier Frauen hin der EGMR ein in Belgien geltendes Verbot der Vollverschleierung im öffentlichen Raum für rechtens und bestätigte das Urteil vom 26. November 2015. Ein solches Verbot sei „für eine demokratische Gesellschaft notwendig“; die „Rechte und Freiheiten“ Dritter würden damit geschützt. Damit darf in Europa Frauen untersagt werden, auf der Straße einen Gesichtsschleier zu tragen.

#### Frankreich
In Frankreich ist für Schülerinnen und Studentinnen im Klassenraum und auf dem Schulgelände der Niqab verboten. Eine parteiübergreifende Enquete-Kommission der französischen Nationalversammlung empfahl im Januar 2010 ein vollständiges Verschleierungsverbot in öffentlichen Einrichtungen. Trägerinnen der Burka oder des Niqab sollen in staatlichen Schulen, Krankenhäusern, Postämtern und anderen Behörden nicht mehr bedient werden.
Anfang April 2010 erhielt eine Autofahrerin in Nantes wegen ihres durch den Niqab eingeschränkten Gesichtsfelds eine Geldbuße in Höhe von 22 Euro. Im Oktober 2014 musste eine Niqab-Trägerin eine Aufführung der Pariser Oper verlassen, nachdem sich mehrere Chorsänger geweigert hatten weiterzusingen, sollte sie die Verschleierung nicht ablegen. Frauen, die auf einer Verhüllung ihres Gesichtes bestünden, sollen zudem für Frankreich weder ein Visum erhalten noch die Staatsbürgerschaft annehmen dürfen. Männer, die ihre Frauen zum Tragen der Burka zwingen, sollen bestraft werden können. Die Sozialisten, PS, nahmen an der Schlussabstimmung in der Assemblée nationale nicht teil; auch in anderen Parteien waren die Vorschläge der Kommission umstritten, einige Abgeordnete stimmten anders ab, als die Fraktion empfahl.
Das Verbot des Niqab wurde von der Nationalversammlung im September 2010 beschlossen. Zu dieser Zeit regierte das Kabinett Fillon II unter Staatspräsident Nicolas Sarkozy.
Am 1. Juli 2014 bestätigte der Europäische Gerichtshof für Menschenrechte letztinstanzlich das gesetzliche Vollverschleierungsverbot in der Öffentlichkeit in Frankreich. Man habe mit dem Verbot Bedingungen des gesellschaftlichen Miteinanders festgelegt; das sei ein legitimes Ziel.

#### Belgien
Am 29. April 2010 billigte die belgische Abgeordnetenkammer (einstimmig bei zwei Enthaltungen) ein Gesetz, das das Tragen von Burkas und Niqabs in Belgien verbietet. Der Beschluss trat in Kraft, nachdem der belgische Senat zugestimmt hatte. Der Europäische Gerichtshof für Menschenrechte erklärte im Juli 2017 das gesetzliche Verbot als zulässig. Es sei nachvollziehbar, dass Personen im öffentlichen Raum nicht mit Lebensweisen konfrontiert werden wollen, die die „Möglichkeit einer offenen zwischenmenschlichen Beziehung“ ablehnten. Der Niqab als „Barriere“ verhindere von vornherein solchen Umgang; dies könne als Verletzung des Rechtes Dritter aufgefasst werden, in einem Raum der Sozialisation zu leben, der das Zusammenleben ermögliche.

#### Niederlande
Die Regierung der Niederlande verabschiedete im Januar 2012 ein Verbot der Vollverschleierung in der Öffentlichkeit.

#### Italien
In Italien ist aufgrund eines Antiterrorismusgesetzes aus den 1970er Jahren die Verschleierung des Gesichtes in der Öffentlichkeit verboten.

#### Spanien
Im Juni 2010 verabschiedete in Spanien der Senat ein Verbot des Tragens von Niqabs und Burkas in der Öffentlichkeit.

#### Schweiz
In der Schweiz gilt im Kanton Tessin seit dem 1. Juli 2016 ein allgemeines Vermummungsverbot.
Am 23. September 2018 wurde im Kanton St. Gallen die Vorlage für ein Gesichtsverhüllungsverbot angenommen. Das Verbot sieht vor, „dass künftig mit Busse bestraft wird, wer sich im öffentlichen Raum und an öffentlich zugänglichen Orten durch die Verhüllung des Gesichts unkenntlich macht und dadurch die öffentliche Sicherheit oder den religiösen oder gesellschaftlichen Frieden bedroht oder gefährdet“, wie aus einer offiziellen Abstimmungsbeilage des Kantons St. Gallen hervorgeht.
Auf nationaler Ebene wurde in der Schweiz in der Volksabstimmung vom 7. März 2021 die Volksinitiative "Ja zum Verhüllungsverbot" angenommen.

#### Österreich
Am 8. Juni 2017 wurde das Anti-Gesichtsverhüllungsgesetz erlassen, das die Verhüllung der Gesichtszüge im öffentlichen Raum verbietet. Es trat am 1. Oktober 2017 in Kraft.

### Islamisch geprägte Länder

#### Afghanistan
Im September 2021 erließen die Taliban eine Niqabpflicht für Frauen an Hochschulen.

#### Ägypten
Seit 2009 wird in der ägyptischen Öffentlichkeit intensiv über den Niqab diskutiert. Auslöser war im Oktober 2009 ein Zusammentreffen des mittlerweile verstorbenen Großscheichs der al-Azhar-Universität, Muhammad Sayyid Tantawi, mit einer etwa zwölfjährigen Schülerin in einer der al-Azhar angegliederten Schule. Tantawi forderte die vollverschleierte Schülerin damals unter Verweis auf seine religiöse Autorität zum Ablegen des Niqab auf. Diese Art von Bedeckung sei eine Tradition und stelle für gläubige Muslime keine islamische Pflicht dar. Angeblich soll er dabei auch gesagt haben, das Mädchen trage den Niqab wohl aufgrund ihres unvorteilhaften Äußeren. Vor allem letzteres führte zum Eklat. Im Folgenden wurde die Vollverschleierung in Einrichtungen der al-Azhar-Universität (Kairo), der bedeutendsten Hochschule des sunnitischen Islam, verboten. Es folgten eine Klagewelle und gerichtliches Hin und Her. Das Oberste Verwaltungsgericht hat ein grundsätzliches Niqab-Verbot unter Verweis auf die Religionsfreiheit für unzulässig erklärt. Die zahlreichen Niqab-Verbote in Schulen, Universitäten, Clubs und Restaurants wurden nicht angetastet.
Die ägyptische Regierung hielt sich im Niqab-Streit weitgehend zurück. Die politische Elite des Landes ist überwiegend gegen den Niqab. Niqab-Trägerinnen stellen die religiöse Deutungshoheit der al-Azhar-Universität, die für Sunniten weltweit eine wichtige Rolle in der Frage spielt, was islamisch ist und was nicht, infrage. Außerdem steht der Niqab dem Lebensgefühl und dem Gesellschaftsbild der politischen Klasse, zumindest vor der Revolution des Landes, weitgehend entgegen: Hier trug man in der Regel nicht einmal Kopftuch. Auch viele andere Ägypter halten den Niqab für einen Import aus Golfstaaten. Auch von streng Religiösen wird er teilweise abgelehnt.
Die Muslimbrüder unterstützen die Vollverschleierung und betonen dabei die Religionsfreiheit: Der Niqab müsse als individuelle religiöse Entscheidung von Staat und Behörden respektiert werden.
Der Niqab ist in Ägypten ein neues Phänomen. Bis in die 1990er Jahre war er fast unbekannt; man sah ihn nur bei Touristinnen aus den arabischen Golfstaaten. Verbreiteter wurde er dann vor allem durch die Frauen zurückkehrender Arbeitsmigranten. Bis 2009 nahm die Zahl der Niqab-Trägerinnen dann schnell zu. Die Gründe sind vielfältig und haben nicht alle mit einer freien Glaubensentscheidung zu tun; auch anderes spielt eine Rolle: religiöse Verunsicherung, familiärer Zwang, politischer Protest, modische Bequemlichkeit, Schutz vor Belästigung sowie tuschelnden Nachbarn. Umgekehrt entscheiden sich viele Frauen bewusst gegen den Niqab und sogar gegen das Kopftuch.

#### Marokko

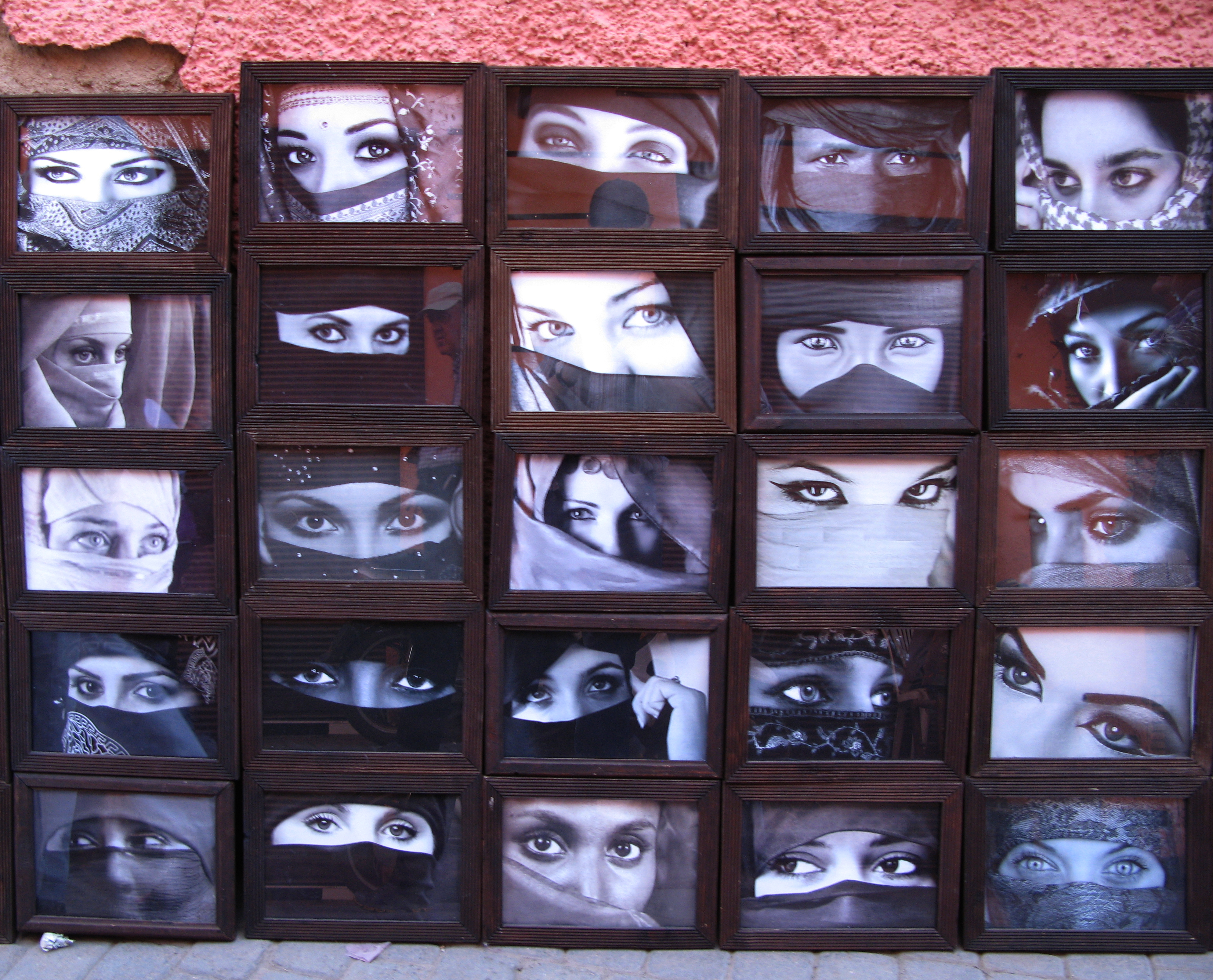
Marrakesch: Gesichtsschleier in der künstlerischen Fotografie

Der Gesichtsschleier (Niqab) ist in Marokko erlaubt. Anders verhält es sich mit der Burka. Die marokkanische Regierung hat am 9. Januar 2017 Briefe an Unternehmen verschickt, in denen ein Verbot der Burka ausgesprochen wird. In den Briefen wird darauf hingewiesen, dass der Verkauf, die Herstellung und die Einfuhr dieses Kleidungsstücks verboten sind und die Unternehmen ihre Lagerbestände innerhalb von 48 Stunden räumen müssen.

#### Syrien
In Syrien wurden bis Juli 2010 über 1200 Niqab tragende Lehrerinnen aus dem Schuldienst entlassen und in Bürojobs versetzt, weil die syrische Regierung eine islamistische Unterwanderung des Schulsystems fürchtet. Zudem durften sich Frauen mit Gesichtsschleier seither nicht mehr an syrischen Universitäten immatrikulieren. Gemäß einem Sprecher des syrischen Erziehungsministeriums sollte so die Ausbreitung „extremer Ideen und Praktiken“ verhindert werden. Die britische Tageszeitung The Economist zitiert die Frauenrechtlerin Bassam al-Kadi, die das Verbot – namens des von ihr geleiteten Syrian Women’s Observatory – klar befürwortete: „The niqab is a Wahhabi way of influencing Syria and is a form of violence against women […].“
Unter Berufung auf die syrische Zeitung al-Watan zitierte die arabische Website Kazdar.com den syrischen Kultusminister mit den Worten: „Die Entfernung von rund 1000 Lehrerinnen mit Gesichtsschleier aus der Lehrtätigkeit, von denen die Hälfte schon in Rente ist, ist eine unentbehrliche Aufgabe. Denn der Prozess des Lernens folgt einem sachorientierten, säkularen Modell. Diese Erscheinung [die Verschleierung des Gesichts] erfüllt nicht die Forderungen der Realität des Bildungssektors. Die Gesten, der Gesichtsausdruck, die Mimik und die Vermittlung von Informationen an die Adresse der Schüler müssen sich gegenseitig ergänzen.“

#### Tunesien
In Tunesien ist das Tragen der Niqab im öffentlichen Raum offiziell nicht zulässig und wird unregelmäßig polizeilich verfolgt.